# NGC 2307
NGC 2307 je galaksija u zviježđu Letećoj ribi.

## Vanjske poveznice
- SEDS: NGC 2307